# Гавриленко, Андрей Гордеевич
Андрей Гордеевич Гавриленко (6 июня 1919 — 28 апреля 1987) — председатель колхоза «Победа» Промышленновского района Кемеровской области, Герой Социалистического Труда.

## Биография
Родился в 1919 году в деревне Пор-Искитим Кузнецкого уезда Томской губернии (сейчас — Промышленновский район Кемеровской области).
После окончания Тяжинской школы техников-животноводов работал в Новосибирской области зоотехником сначала в колхозе «Штурм», затем в Титовском районном земельном отделе.
В октябре 1939 г. призван в РККА. Участник Великой Отечественной войны с июня 1941 года. Воевал на Западном фронте в составе 48-й танковой дивизии, затем — 94-й танковой бригады, с января 1943 года — офицер штаба бронетанковых и механизированных войск 10-й армии, 1-й гвардейской армии, гвардии капитан. Награждён орденами и медалями.
После демобилизации вернулся в родные края и возглавил отстающий колхоз «Сибиряк» в с. Плотниково Промышленновского района Кемеровской области. С 1950 года после объединения трёх сельхозартелей («Сибиряк», «Красная Армия» и им. Демьяна Бедного) — председатель колхоза «Победа» с центральной усадьбой в с. Плотниково.
Получил в 1956 году высокий урожай зерновых — 18,7 центнера с гектара, и сдал государству 29 тысяч центнеров зерна.
Указом Президиума Верховного Совета СССР от 11 января 1957 года за выдающиеся достижения в области сельского хозяйства присвоено звание Героя Социалистического Труда.
С 1963 г. после очередной реорганизации — председатель колхоза «Мир».
Избирался депутатом Кемеровского областного Совета.
Награждён 2 орденами Отечественной войны II степени (04.03.1945; 11.03.1985), орденом Красной Звезды (11.08.1944), медалями, в том числе «За отвагу» (02.09.1943).
Сын — Владимир Андреевич Гавриленко (1954—2019), Заслуженный работник Республики Тыва.